# Crocallis fuliginosa
Crocallis fuliginosa là một loài bướm đêm trong họ Geometridae.